# Jakob Ulvsson
Jakob Ulvsson (mort au printemps 1521) fut Archevêque d'Uppsala, en Suède de 1469 à 1515 et le fondateur de l'université d'Uppsala

## Biographie
Jakob Ulvsson est issu d'une famille noble originaire d'Uppland et étudie à l'université de Rostock à partir du 26 août 1457 où il devient Baccalaureatus in artibus au cours de l'hiver 1458/1459 et de Paris où il obtient sa maîtrise 1460.
Il réside entre 1465 et 1470 à Rome c'est là qu'il est nommé chanoine de la Cathédrale d'Uppsala en 1465 et archidiacre de Växjö en 1468. Bien que le roi Karl Knutsson cherche à promouvoir un de ses parents à l'archidiocèse d'Uppsala, Jakob Ulvsson est nommé archevêque par le Pape le 18 décembre 1469 et consacré à Rome le 15 avril 1470, avant de revenir à Uppsala.
Lors du conflit entre le roi Christian Ier de Danemark et le Régent de Suède Sten Sture le Vieil, Jakob garde une position de médiateur, tentent autant que faire se peut d'éviter l'état de guerre particulièrement en Uppland. Après la victoire de Sten Sture lors de la Bataille de Brunkeberg en 1471, la situation se stabilise et Jakob participe aux travaux du Conseil privé. Il est considéré comme l'un des principaux promoteur de l'
université d'Uppsala, qui est fondée après qu'il reçoive l'approbation pontificale sous la forme d'une Bulle de Sixte IV datée du 27 février 1477. Jakob Ulvsson est alors nommé premier chancelier de l'université.
Ses bonnes relations avec Sten Sture se détériorent lorsque ce dernier entre en conflit avec le reste du Conseil et l'archevêque se retire à cette époque dans sa forteresse de Stäket. En 1497, comme le reste du Conseil il accepte le roi Hans de Danemark comme roi de Suède. Il résigne sa fonction d'archevêque en 1515 et se retire à la chartreuse de Gripsholm dont il avait présidé à la fondation. Il demeure en Suède jusqu'à sa mort au printemps de 1521.

## Sources
- Marianne Battail, Jean-François Battail Une amitié millénaire: les relations entre la France et la Suède à travers les âges publié par les éditions Beauchesne Paris 1997.  (ISBN 978-2701012810) p. 90-92.
- (en) Catholic-hierarchy.org:Jacob Ulvsson
- (en) Elisabeth Mornet et Tuomas M. S. Lehtonen Les élites nordiques de l'Europe occidentale (XIIe – XVe siècle) : Actes de la rencontre franco-nordique organisée à Paris le 9-10 juin 2005; Publication de la Sorbonne Paris 2007  (ISBN 978-2859445775) p. 159.